# Hidehiko Yamabe
Hidehiko Yamabe (japonès: 山辺英彦)  (Ashiya, 22 d'agost de 1923 - Evanston, 20 de novembre de 1960) va ser un matemàtic japonès.

## Vida i obra
Des que va néixer va ser una persona de salut delicada. El 1944 va ingressar a la universitat de Tòquio en la qual es va graduar en matemàtiques el 1947; a partir d'aquesta data va ser professor associat de la universitat d'Osaka fins al 1952. Durant dos cursos va ser assistent de Deane Montgomery a l'Institut d'Estudis Avançats de Princeton, abans de ser professor de la universitat de Minnesota des de 1954 fins a 1960. El novembre de 1960, pocs dies després d'haver acceptat una plaça de professor a la universitat Northwestern d'Evanston (Illinois), va morir sobtadament d'una forta hemorràgia amb trenta-set anys.
Els seus camps de treball més importants van ser la teoria de grups, la geometria diferencial i la topologia. Yamabe va publicar una vintena d'articles científics, dels quals els més notables son un de 1953, sobre treballs de Gleason, Montgomery i Zippin, que es considera la solució definitiva del cinquè problema de Hilbert, i un altre de 1960, en el qual demostrava l'anomenat problema de Yamabe: Per a tota varietat riemanniana compacta connexa {\displaystyle (M,g)} de dimensió {\displaystyle \geq 3} existeix una mètrica {\displaystyle g'} conforme a {\displaystyle g} que te curvatura escalar constant. Però el 1968 es va trobar un error en la seva demostració i no va ser fins al 1989 quan es va poder demostrar amb tota generalitat.
El 1967 Ralph P. Boas va editar les seves obres. La seva esposa, Etsuko, que va retornar al Japó amb les seves dues filles, va dotar un fons per a que cada any es faci un simposi en honor del seu marit difunt a la universitat de Minnesota.